# Epidendrum monteverdense
Epidendrum monteverdense är en orkidéart som först beskrevs av Franco Pupulin och Eric Hágsater, och fick sitt nu gällande namn av Eric Hágsater. Epidendrum monteverdense ingår i släktet Epidendrum och familjen orkidéer.
Artens utbredningsområde är Costa Rica. Inga underarter finns listade i Catalogue of Life.